# Casa de Monpezat
Casa de Laborde de Monpezat (pronunție în franceză [la.bɔʁd də mɔ̃.pə.za]) este o familie de origine franceză, cunoscută înca din secolul al XVII-lea. În 1967, Henri de Laborde de Monpezat se căsătorește cu Prințesa Margrethe a Danemarcei, moștenitoare prezumtivă a tronului Danemarcei, membră a  Casei de Glücksburg. În momentul ascensiunii la tronul danez a fiului lor, sau a descendenților lor de sex masculin, ramura principală a Familiei Regale daneze va aparține și acestei familii. Cu toate acestea, este neclar ce nume de familie va purta în acel moment familia regală daneză.

## Arbore genealogic
1. Jean Laborde,
2. Jean Laborde, . 1620 - ????
3. Paul Laborde de Monpezat, 1672 - ????
4. Louis Laborde de Monpezat, 1711-1761
5. Antoine Laborde de Monpezat, 1743-1787
6. Jean de Laborde de Monpezat, 1786-1863 (familia Laborde de Monpezat a solicitat, în 1860, schimbarea numelui lor din Laborde de Monpezat, în cea de Laborde-Monpezat, iar în 1861 în  de Laborde de Monpezat)
7. Aristide de Laborde de Monpezat, 1830-1888
8. Henri de Laborde de Monpezat, 1868-1929
9. André de Laborde de Monpezat, 1907-1998
10. Henrik, Prințul Consort a Danemarcei, născut în 1934
11. Frederik, Prințul Moștenitor al Danemarcei, născut în 1968
12. Prințul Christian al Danemarcei, născut  în 2005

## Legături externe
- Statisticile INSEE legate de numele de Laborde de Monpezat Arhivat în 7 aprilie 2016, la Wayback Machine. furnizate de Géopatronyme (franceză)
- Statisticile INSEE legate de numele de Laborde de Montpezat Arhivat în 9 aprilie 2016, la Wayback Machine. (varianta cu un t) furnizate de Géopatronyme (franceză)